# NBA Fastbreak (flipperkast)
NBA Fastbreak is een flipperkastspel uit 1997 met als thema de NBA, de basketbalcompetitie van de Verenigde Staten. De flipperkast is uitgebracht door Midway, onder de merknaam Bally.

## Kenmerken
De flipperkast beschikt over een paar specifieke kenmerken:
- Het is de enige flipperkast met de mogelijkheid om twee kasten aan elkaar te koppelen, zodat twee spelers gelijktijdig tegen elkaar kunnen spelen.
- Een score levert één, twee of drie punten op, vergelijkbaar met scores bij echt basketbal. Een eindscore boven de 300 punten is uitstekend.
- De flipperkast heeft een flipper en een (lichte) bal achter de kopruit. In bepaalde modes kan je hier ook punten mee scoren.
- De flipperkast kent geen bonusscores.

## Spelverloop
Doel van het spel is om de Trophy Multiball te spelen en Championship Rings te winnen, waarbij je ook zo veel als mogelijk punten moet scoren. Het winnen van een ring is belangrijker dan een hoge score: één ring met 100 punten is een hogere score dan 150 punten zonder ring.
Om bij de Trophy Multiball te komen, moet je (in willekeurige volgorde) zes taken volbrengen:
- 20 Points: een score van minimaal 20 punten.
- Multiballs: uitspelen van twee specifieke multiball modes.
- Field goals: scoren van zowel een vrije worp (één punt), tweepunter als driepunter.
- Combination shots: voltooien van vier combinatieschoten, waarbij je per combinatieschot binnen een aantal seconden twee specifieke doelen moet raken.
- Power hoops: het behalen van een bepaald aantal popbumper hits.
- Stadium goodies: vier keer raken van een specifiek doel.

Na het voltooien van de zes taken start de Trophy Multiball mode. Dit is een multiball mode van ongeveer een minuut, met continu drie ballen in het spel. In de minuut speel je tegen de computer, waarbij je start met een gelijke stand. De score van de computer wordt op willekeurige momenten verhoogd. Wanneer je na de minuut een gelijke of hogere score dan de computer hebt behaald, win je een championship ring. Na de trophy multiball (ongeacht winst of verlies) worden de zes taken gereset, en vervolgt het spel met een hogere moeilijkheidsgraad.